# Instituto Ramon Llull
O Instituto Ramon Llull (IRL) é um consórcio integrado pela Generalidade da Catalunha, o Governo das Ilhas Baleares e a Câmara Municipal de Barcelona que tem como finalidade a projeção e difusão exterior da língua e a cultura catalãs em todas as suas expressões. Para o cumprimento dos seus objetivos, o Instituto dá apoio às políticas de relações exteriores no âmbito cultural das instituições associadas.

## Atividades
O IRL desenvolve as suas atividades através das áreas de Língua e Universidades, Criação, e Literatura e Pensamento.
Criação: O Instituto promove a projeção internacional das artes visuais, a arquitetura, as artes cénicas, a música e o cinema catalão. Difunde ao mundo a cultura catalã de excelência desenhando e organizando acontecimentos artísticos em cidades estratégicas nos diversos âmbitos da criação. Impulsiona a presença de artistas catalães em programações destacadas da criação contemporânea internacional mediante acordos específicos de colaboração com festivais, instituições, mostras internacionais, centros de artes e museus. Promove o intercâmbio entre o setor criativo local e internacional mediante a organização de visitas de comissários, críticos e programadores estrangeiros e estatais para que assistam a festivais, feiras, exposições, estreias, concertos, etc. Informa sobre a criação contemporânea por meio da publicação de materiais específicos de promoção (artes visuais; música; teatro: Catalan Performing Arts) e da assistência a feiras e mercados setoriais. Favorece a mobilidade internacional dos artistas através de ajudas para atuações dentro do circuito profissional.
Área de Literatura e Pensamento: O Instituto impulsiona a publicação noutras línguas de obras de literatura e de pensamento originais em catalão, pondo uma atenção especial aos clássicos, através do apoio aos editores que publicam obras traduzidas. Fomenta a difusão exterior dos autores e das obras para incrementar a visibilidade no contexto literário internacional e a participação em intercâmbios literários e culturais, e organiza a presença da literatura catalã em feiras do livro. Dá apoio ao trabalho dos tradutores literários de catalão para contribuir o incremento da qualidade das traduções, à sua formação contínua e ao reconhecimento do seu trabalho. Facilita o diálogo e o intercâmbio entre ensaístas e pesquisadores em língua catalã e os seus interlocutores estrangeiros, para fomentar a internacionalização do pensamento e da investigação. Favorece a projeção internacional das revistas de pensamento e cultura em catalão através do intercâmbio com as revistas homólogas de outros países.
Área de Língua e Universidades: O Instituto promove os estudos de língua e cultura catalãs nas universidades no 'exterior, com as quais subscreve acordos para a implantação ou a consolidação de estudos catalães, e dá apoio às universidades, às equipas docentes e aos estudantes por meio de vários programas e linhas de ajudas. Fomenta os estudos e a investigação sobre a língua e a cultura catalãs através de centros de estudo e cátedras de professores visitantes em universidades de prestígio reconhecido, e dá apoio às iniciativas das associações internacionais catalãs . Como organismo oficial de certificação dos conhecimentos de catalão ao exterior, organiza a convocação de provas que permitem acreditar os diferentes níveis, conforme o marco europeu comum de referência para as línguas. Com o objetivo de garantir a qualidade da docência, oferece formação permanente ao professorado e promove ações dirigidas aos estudantes do exterior contanto que completem a sua formação linguística. Impulsiona a realização de atividades académicas e culturais nas universidades no exterior para favorecer a difusão da língua e a cultura catalãs.

## Centros culturais no exterior
Existem os seguintes centros culturais no estrangeiro:
- Estados Unidos, Nova Iorque
- Reino Unido, Londres
- França, Paris
- Alemanha, Berlim